# Alpine Academy
A Alpine Academy, anteriormente conhecida como RF1 Driver Programme, Renault Driver Development e Renault Sport Academy, é um programa de apoio para pilotos de automobilismo. O programa foi criado pela Renault F1 Team em 2002.
Em 2011, o programa foi renomeado LRGP Academy, seguindo a renomeação da equipe para "Lotus Renault GP". No ano seguinte, o programa foi renomeado para Lotus F1 Team iRace Professional Programme e entre 2013 e 2015, o programa foi nomeado de Lotus F1 Junior Team. Em 2021, o programa foi renomeado para Alpine Academy após a mudança de nome da equipe Renault de Fórmula 1 para Alpine F1 Team.

## Pilotos atuais
| Piloto              | Anos          | Série atual                                 | Títulos                                  |
| ------------------- | ------------- | ------------------------------------------- | ---------------------------------------- |
| Victor Martins      | 2018–19 2021– | Fórmula 2                                   | Fórmula 3 (2022)                         |
| Jack Doohan         | 2022–         | Fórmula 1                                   | Nenhum como membro da Alpine Academy     |
| Matheus Ferreira    | 2022–         | Campeonato Italiano de F4                   | Nenhum como membro da Alpine Academy     |
| Kean Nakamura-Berta | 2022–         | OK & KZ2 (Karting)                          | CIK-FIA Karting European Championship OK |
| Abbi Pulling        | 2022–         | F1 Academy                                  | F1 Academy (2024)                        |
| Nikola Tsolov       | 2022–         | Fórmula Regional do Oriente Médio Fórmula 3 | Campeonato Espanhol de F4                |
| Sophia Flörsch      | 2023–         | Fórmula 3                                   | Nenhum como membro da Alpine Academy     |
| Gabriele Minì       | 2023–         | Fórmula 3                                   | Nenhum como membro da Alpine Academy     |

## Antigos pilotos

### Renault / Lotus Renault GP /  Alpine (2002–2011, 2016–)
| Piloto              | Anos       | Série que competiu |
| ------------------- | ---------- | --- |
| Fábio Carbone       | 2002       | Campeonato Britânico de Fórmula 3 (2002) |
| Robert Kubica       | 2002       | Campeonato Italiano de Fórmula Renault (2002) |
| Tiago Monteiro      | 2002       | Campeonato Francês de Fórmula 3 (2002) Fórmula 3000 Internacional (2002) |
| Carlo van Dam       | 2002       | World Championship Formula Super A (2002) |
| Éric Salignon       | 2002–03    | Eurocopa de Fórmula Renault 2.0 (2002) Championnat de France Formula Renault 2.0 (2002) Campeonato Britânico de Fórmula 3 (2003)                                                                      |
| Heikki Kovalainen   | 2002–05    | Campeonato Britânico de Fórmula 3 (2002) World Series by Nissan (2003–04) GP2 Series (2005) |
| Danny Watts         | 2003       | Campeonato Britânico de Fórmula 3 (2003) |
| José María López    | 2003–06    | Eurocopa de Fórmula Renault V6 (2003) Fórmula 3000 Internacional (2004) GP2 Series (2005–06) |
| Giedo van der Garde | 2004       | Fórmula 3 Euro Series (2004) |
| Loïc Duval          | 2004–05    | Fórmula 3 Euro Series (2004–05) |
| Pastor Maldonado    | 2004–05    | Campeonato Italiano de Fórmula Renault (2004) Eurocopa de Fórmula Renault 2.0 (2004) Fórmula Renault 3.5 Series (2005)                                                                                |
| Jérôme d'Ambrosio   | 2004, 2010 | Eurocopa de Fórmula Renault 2.0 (2004) Championnat de France Formula Renault 2.0 (2004) GP2 Series (2010)                                                                                             |
| Lucas Di Grassi     | 2005–07    | Fórmula 3 Euro Series (2005) GP2 Series (2006–07) |
| Ben Hanley          | 2006–08    | Fórmula Renault 3.5 Series (2006–07) GP2 Series (2008) |
| Romain Grosjean     | 2006–09    | Fórmula 3 Euro Series (2006–07) GP2 Asia Series (2008) GP2 Series (2008–09) |
| Dani Clos           | 2007       | Fórmula 3 Euro Series (2007) |
| Nelson Panciatici   | 2007       | Eurocopa de Fórmula Renault 2.0 (2007) Championnat de France Formula Renault 2.0 (2007) |
| Charles Pic         | 2009       | Fórmula Renault 3.5 Series (2009) |
| Davide Valsecchi    | 2009       | GP2 Series (2009) |
| Jan Charouz         | 2010–11    | Fórmula Renault 3.5 Series (2010–11) Auto GP (2011) |
| Ho-Pin Tung         | 2010–11    | GP2 Series (2010) Superleague Fórmula (2011) |
| Fairuz Fauzy        | 2011       | GP2 Series (2011) |
| Louis Delétraz      | 2016       | GP2 Series (2016) Formula V8 3.5 Series (2016) |
| Kevin Jörg          | 2016       | GP3 Series (2016) |
| Oliver Rowland      | 2016       | GP2 Series (2016) |
| Sun Yueyang         | 2016–18    | Cartismo (2016) Eurocopa de Fórmula Renault (2017) Fórmula Renault NEC (2017) Campeonato Britânico de Fórmula 3 BRDC (2018)                                                                           |
| Jack Aitken         | 2016–18    | GP3 Series (2016-17) Campeonato de Fórmula 2 da FIA (2018) |
| Marta García        | 2017       | Campeonato Espanhol de F4 (2017) Campeonato SMP F4 (2017) |
| Jarno Opmeer        | 2017       | Eurocopa de Fórmula Renault 2.0 (2017) |
| Sacha Fenestraz     | 2017–18    | Eurocopa de Fórmula Renault (2017) Campeonato de Fórmula 2 da FIA (2018) GP3 Series (2018) |
| Max Fewtrell        | 2017–20    | Eurocopa de Fórmula Renault (2017–18) Fórmula Renault NEC (2017–18) Campeonato de Fórmula 3 da FIA (2019–20)                                                                                          |
| Christian Lundgaard | 2017–2021  | SMP F4 Championship (2017) Campeonato Espanhol de F4 (2017) Eurocopa de Fórmula Renault (2018) Campeonato de Fórmula 3 da FIA (2019) Campeonato de Fórmula 2 da FIA (2020–2021) IndyCar Series (2021) |
| Arthur Rougier      | 2018       | Eurocopa de Fórmula Renault (2018) |
| Anthoine Hubert     | 2019       | Campeonato de Fórmula 2 da FIA (2019) |
| Leonardo Lorandi    | 2019       | Eurocopa de Fórmula Renault (2019) |
| Ye Yifei            | 2019       | Campeonato de Fórmula 3 da FIA (2019) |
| Guanyu Zhou         | 2019–2021  | Campeonato de Fórmula 2 da FIA (2019–2021) Fórmula 3 Asiática (2021) |
| Hadrien David       | 2020       | Eurocopa de Fórmula Renault (2020) |
| Oscar Piastri       | 2020–2021  | Campeonato de Fórmula 3 da FIA (2020) Campeonato de Fórmula 2 da FIA (2021) |
| Caio Collet         | 2019–2022  | Eurocopa de Fórmula Renault (2019–2020) Campeonato de Fórmula 3 da FIA (2021–2022) |
| Olli Caldwell       | 2022       | Campeonato de Fórmula 2 da FIA (2022) |
| Aiden Neate         | 2023       | Campeonato de Fórmula Regional do Oriente Médio (2023) Campeonato Britânico de F4 (2023) |
| Kush Maini          | 2023       | Campeonato de Fórmula 2 da FIA (2023) |
| Nicola Lacorte      | 2023       | Formula Regional Oceania Championship Formula Regional European Championship |

- Títulos do campeonato destacados em negrito.

### Lotus F1 Team (2012–2015)
| Piloto             | Anos          | Série que competiu |
| ------------------ | ------------- | --- |
| Alexander Albon    | 2013–15       | Eurocopa de Fórmula Renault 2.0 (2013–2014) Fórmula Renault 2.0 NEC (2013–2014) |
| Dorian Boccolacci  | 2012–15       | kart (2012–13) Campeonato Francês de F4 (2014) Campeonato Europeu de Fórmula 3 da FIA (2015) |
| Juan Manuel Correa | 2014–15       | kart (2014) |
| Alex Fontana       | 2015          | Fórmula E (2014–15) Fórmula Renault 3.5 Series (2015) GP3 Series (2015) |
| Kevin Korjus       | 2012          | Fórmula Renault 3.5 Series (2012) |
| Callan O'Keeffe    | 2014          | Eurocopa de Fórmula Renault 2.0 (2014) Fórmula Renault 2.0 NEC (2014) |
| Marco Sørensen     | 2009, 2013–15 | Eurocopa de Fórmula Renault 2.0 (2009) Fórmula Renault 2.0 NEC (2009) Fórmula Renault 3.5 Series (2013–2014) GP2 Series (2014–2015) Campeonato Mundial de Endurance da FIA (2015)                          |
| Richie Stanaway    | 2012          | Fórmula Renault 3.5 Series (2012) |
| Marlon Stöckinger  | 2013–15       | Fórmula Renault 3.5 Series (2013–2015) GP2 Series (2015) |
| Matthieu Vaxivière | 2015          | Fórmula Renault 2.0 Alpes (2015) Fórmula Renault 3.5 Series (2015) |
| Óscar Tunjo        | 2012-2014     | Eurocopa de Fórmula Renault (2012-2013) Fórmula Renault 2.0 Alpes (2012) Copa da Europa do Norte de Fórmula Renault (2013) Formula Renault 3.5 Series (2014) GP3 Series (2015)                             |
| Esteban Ocon       | 2012-2014     | Eurocopa de Fórmula Renault (2012-2013) Fórmula Renault 2.0 Alpes (2012) Copa da Europa do Norte de Fórmula Renault (2013) Campeonato Europeu de Fórmula 3 da FIA (2014) Formula Renault 3.5 Series (2014) |
| Gregor Ramsay      | 2014          | Eurocopa de Fórmula Renault (2014) Copa da Europa do Norte de Fórmula Renault (2014) |
| Petr Ptáček        | 2015          | Kart (2015) |

## Graduados para a Fórmula 1
A lista inclui apenas os pilotos da academia Renault/Lotus/Alpine que ascenderam para uma dessas equipes, excluindo os que romperam laços com a academia para se promoverem para a F1. É o caso de Zhou Guanyu, que correu pela Alfa Romeo e pela Sauber, e de Oscar Piastri, embora ele tenha sido anunciado pela própria Alpine como seu piloto para a temporada 2023, o jovem contestou o anúncio em suas redes sociais, e depois foi divulgado que ele estrearia na F1 pela McLaren.
| Piloto            | Experiência na Academia | Experiência na Academia                                                         | Experiência na F1 com a Renault/Lotus/Alpine | Experiência na F1 com outras equipes                                       |
| Piloto            | Anos                    | Antigas categorias                                                              | Experiência na F1 com a Renault/Lotus/Alpine | Experiência na F1 com outras equipes                                       |
| ----------------- | ----------------------- | ------------------------------------------------------------------------------- | -------------------------------------------- | -------------------------------------------------------------------------- |
| Heikki Kovalainen | 2002–2005               | Fórmula 3 Inglesa (2002) World Series by Nissan (2003–2004) GP2 Series (2005)   | 2007                                         | McLaren (2008–2009) Team Lotus (2010–2011) Caterham (2012) Lotus F1 (2013) |
| Romain Grosjean   | 2006–2009               | Fórmula 3 Euro Series (2006–2007) GP2 Asia Series (2008) GP2 Series (2008–2009) | 2009 2012–2015                               | Haas (2016–2020)                                                           |
| Jack Doohan       | 2022–2024               | Fórmula 2 (2022–2023)                                                           | 2024–                                        | —                                                                          |